# カルラ・ルエダ
カルラ・ルエダ（Carla Rueda Cotito、女性、1990年4月19日 - ）は、ペルーのバレーボール選手。ペルー代表。

## 来歴
リマ出身。2007年、ペルー代表に初選出される。同年11月に日本で行われたワールドカップ、2010年の世界選手権、2012年ロンドン五輪世界最終予選などに出場した。

## 球歴
- 世界選手権 - 2010年
- ワールドカップ - 2007年
- ワールドグランプリ - 2011年、2014年

## 所属クラブ
- Sporting Cristal（2006年）
- Volley Murcia（2007年）
- CV Deportivo Géminis（2007-2008年）
- Riberense（2008-2009年）
- CV Deportivo Géminis（2010-2011年）
- Defense Force（2011-2012年）
- CV Deportivo Géminis（2012-2014年）
- アゼルレイル・バクー（2014-2015年）
- Golem Software Palmi（2015-2016年）
- CV Deportivo Géminis（2016-2017年）
- ASPTT Mulhouse VB（2017-2018年）
- CV Deportivo Géminis（2018-2019年）
- AON Pannaxiakos（2019年）
- CS Știința Bacău（2019-2020年）
- AJM/FC Porto（2020-2021年）
- Adam Voleybol（2021-2022年）
- Diamond Food Fine Chef（2022-2023年）
- Deportivo Wanka（2023-）